# Diaphorus mandarinus
Diaphorus mandarinus är en tvåvingeart som beskrevs av Christian Rudolph Wilhelm Wiedemann 1830. Diaphorus mandarinus ingår i släktet Diaphorus och familjen styltflugor. Inga underarter finns listade i Catalogue of Life.